# Lavasoa-Fettschwanzmaki
Der  Lavasoa-Fettschwanzmaki (Cheirogaleus lavasoensis) ist eine Primatenart aus der Gruppe der Lemuren. Die Art wurde im Jahr 2013 beschrieben und ist ausschließlich aus drei kleinen Waldfragmenten an den südlichen Abhängen der Lavasoa-Berge in der Région Anosy im südöstlichen Madagaskar bekannt. Sie wurde bisher mit dem Rötlichen Fettschwanzmaki (Cheirogaleus crossleyi) gleichgesetzt. Erst DNA-Analysen bestätigten die Eigenständigkeit der Art.

## Merkmale
Der Holotyp, ein ausgewachsenes Männchen, hat eine Gesamtlänge von 53,7 cm bei einem Gewicht von 297 g. Der Kopf ist 5,4 cm lang und 3,4 cm breit, die Ohren 2,6 cm lang und 1,9 cm breit. Die Schwanzlänge beträgt 27 cm, die des Hinterfußes 5,3 cm. Das Fell der Tiere ist im Allgemeinen rötlich gefärbt. Besonders ausgeprägt ist die rötliche Färbung auf der Kopfoberseite und im Gesicht. Die Augen sind von einem 3 bis 4 mm breiten, schwarzen Ring umgeben, der mit der dunkel pigmentierten Nase breit verbunden ist. Die Ohren sind innen und außen mit schwärzlichen Haaren bedeckt. Zum Schwanz hin wird das Fell zunehmend mehr graubraun, der Schwanz ist vollständig graubraun. Das Bauchfell und die Innenseiten von Armen und Beinen sind hell cremefarben. Ein cremefarbener Streifen zieht sich von den Seiten zum Nacken. Auf den meisten Teilen des Körpers sind die Haare zweifarbig, dunkelgrau zum Körper und farbig zur Spitze hin.
Der Lavasoa-Fettschwanzmaki unterscheidet sich von den geographisch am nächsten lebenden Fettschwanzmakis, dem Westlichen Fettschwanzmaki (C. medius) und dem Braunen Fettschwanzmaki (C. major), durch seine rötlich-braune Kopffärbung und die dunkle, zugespitzte Schnauze. Dieselben Merkmale, sowie der relativ schmale Augenring, unterscheiden ihn vom Rückenstreifen-Fettschwanzmaki (Cheirogaleus sibreei). Von seinem nächsten Verwandten, einer bisher unbeschriebenen und mit dem provisorischen Namen Cheirogaleus sp. Ranomafana/Andrambovato bezeichneten Art, unterscheidet sich der Lavasoa-Fettschwanzmaki durch seinen kürzeren und schmaleren Kopf, die längeren und breiteren Ohren und den kürzeren Schwanz. Von seinem zweitnächsten Verwandten, dem Rötlichen Fettschwanzmaki unterscheidet ihn sein kürzerer Kopf und die breiteren Ohren. Mit den beiden letzten Arten hat er die größtenteils rötliche Fellfarbe gemeinsam. 

## Lebensraum und Gefährdung
Der Lebensraum von Cheirogaleus lavasoensis liegt in der Übergangszone von trockenem Dornwald zu feuchten Wäldern und weist eine gemischte Vegetation auf, die von Pflanzen aus den feuchteren Wäldern dominiert wird, aber auch Florenelemente aus den trockenen Dornwäldern enthält. Die drei Waldfragmente sind Überreste eines größeren Waldes im Süden der Lavasoa-Berge. Wahrscheinlich umfasst die Population der Art heute nur noch weniger als 50 Tiere. Die IUCN stuft die Art als „stark gefährdet“ (endangered) ein.